# ベレンゼン・サーモスタット
ベレンゼン・サーモスタット（英: Berendsen thermostat）は、分子動力学シミュレーションにおいてシミュレーション温度を制御するために粒子の速度の縮尺を変更するためのアルゴリズムである。

## 解説
このスキームにおいて、系は同じ温度を持つ熱浴に弱く結合される。ベレンゼン・サーモスタットは系の運動エネルギーの変動を抑制し、ゆえに正準集団と一致するトラジェクトリ（軌跡）を生じない。系の温度は、偏差がある時間定数{\displaystyle \tau }に伴って指数関数的に減衰するように補正される。
{\displaystyle {\frac {dT}{dt}}={\frac {T_{0}-T}{\tau }}}
ベレンゼン・サーモスタットは（特に小さな系では）正しい正準集団を生成しないが、原子/分子の数が数百から数千の大きな系では、計算されるほとんどの性質についておおよそ正しい結果を与える近似である。このスキームは系をある標的（浴槽）温度へ緩和させる効率性から広く使用されている。多くの例において、系は最初にベレンゼンのスキームを用いて平衡化され、系の性質は正準集団と一致するトラクジェクトリを正しく生成する能勢＝フーバー・サーモスタットを用いて計算される。しかしながら、ベレンゼン・サーモスタットはフライングアイスキューブ効果をもたらしうる。このアーティファクトはより厳密なBussi–Donadio–Parrinelloサーモスタットを使うことによって排除することができる。この理由のため、以前の研究の再現を除きほぼ全ての場合においてベレンゼン・サーモスタットの使用をやめることが推奨されている。